# 사케지관박쥐
사케지관박쥐(Rhinolophus sakejiensis)는 관박쥐과에 속하는 박쥐의 일종이다. 잠비아의 토착종이다. 자연 서식지는 아열대 또는 열대 기후 지역의 건조림과 습윤 저지대 숲, 습윤 사바나이다. 특히 잠베지강 카분다 11°17'S, 24°21'E 해발 1388m 지역의 북북동쪽 약 11km 지점의 사케지강과 잠베지강 사이의 잠비아 므위닐룽가구 이켈렌지 페디클 지역에서 발견된다. 서식지 감소로 위협을 받고 있다. 2000년에 발견되었다.